# Suka Ramai (Panyabungan Utara)
Suka Ramai is een bestuurslaag in het regentschap Mandailing Natal van de provincie Noord-Sumatra, Indonesië. Suka Ramai telt 688 inwoners (volkstelling 2010).